# Karl Zumpe
Karl Zumpe (* 20. Mai 1924 in Zwickau; † 15. November 2001 in Leipzig) war ein deutscher Musiker und langjähriger Direktor des Gewandhauses zu Leipzig.

## Leben
Nach Ablegen eines Notabiturs wurde Karl Zumpe als Achtzehnjähriger zum Kriegsdienst eingezogen. Nach Einsätzen sowohl an der Ost- als auch an der Westfront war er bis 1948 in Kriegsgefangenschaft. Nach einer Zeit als Lagerarbeiter war er als Bibliothekar bei der Wismut in Johanngeorgenstadt angestellt. Lediglich mit den Erfahrungen als Kind im Chor der Zwickauer Katharinenkirche ausgestattet, übernahm er die Chorleitung im Kultur-Ensemble der Wismut. Hier entdeckte ihn bei einem Chorwettbewerb Rudolf Fischer von der Leipziger Musikhochschule und holte ihn zum Studium nach Leipzig.
Nach dem Musikstudium von 1951 bis 1956 erhielt er 1958 eine Anstellung am Leipziger Gewandhaus als Leiter der Gewandhauskanzlei. Diese Funktion wurde 1960 in die des Gewandhausdirektors umgewandelt. Während der Gewandhauskapellmeister die künstlerische und die staatliche Leitung innehatte, war der Gewandhausdirektor für Organisation und Verwaltung zuständig. Anfängliche Vorbehalte des Orchesters – Zumpe war während des Studiums in die SED eingetreten – konnte er durch gute Leistungen und Einsatz für das Orchester ausräumen.
Nach dem Weggang Vaclav Neumanns 1968 vom Gewandhausorchester wurde die Funktion eines dem Kapellmeister gleichgestellten Intendanten eingeführt, und Zumpe wurde „Beauftragter für den Neubau des Gewandhauses“. Anfang der 1970er Jahre stellte jedoch der Gewandhauskapellmeister Kurt Masur die alten Verhältnisse wieder her.
Unter der Amtszeit von Karl Zumpe wurden die verschiedenen Konzertreihen und -formen, wie sie teilweise heute noch existieren, und auch die jährlichen Besucheraussprachen vor jeder neuen Spielzeit eingeführt.
Die Geschichte des Gewandhauses und seine Aktivitäten fasste er in seiner zweibändigen Dissertationsschrift zusammen, aufgrund derer er 1981 zum Doktor promoviert wurde. 1984 erhielt Zumpe den Kunstpreis der Stadt Leipzig. 1989 musste er aus gesundheitlichen Gründen sein Amt als Gewandhausdirektor aufgeben. In seiner Amtszeit über einen Zeitraum von 41 Jahren übte Zumpe sein Amt unter den Kapellmeistern Konwitschny, Neumann und Masur aus.

## Schriften
- Die Geschichte des Gewandhausorchesters und die Probleme bei der Entwicklung des Klangkörpers zu einem führenden sozialistischen Musikinstitut der Deutschen Demokratischen Republik. Dissertationsschrift 1981
- Res severa est verum gaudium. Gewandhaus zu Leipzig. Gewandhausanekdoten. Leipzig. VOB Buch- und Offsetdruck, 1987.
- Kurt Masur – Gewandhauskapellmeister Leipzig. Ullstein, Frankfurt a. M., Berlin, 1990